# Gadi Taub

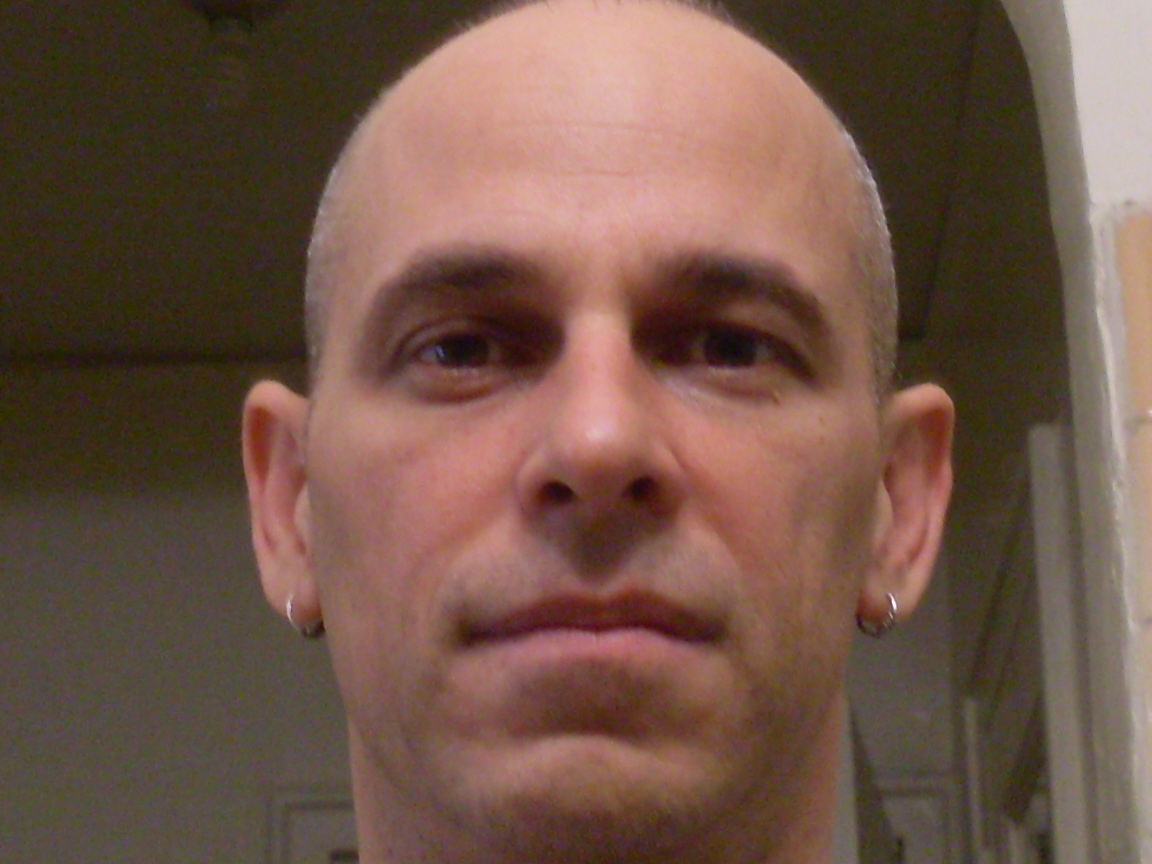
Gadi Taub (2009)

Gadi Taub (* 19. April 1965 in Jerusalem) ist ein israelischer Historiker, Schriftsteller und politischer Kolumnist. Er ist Senior Lecturer an der Fakultät für Sozialwissenschaften der Hebräischen Universität Jerusalem. Taub ist eine auch international gefragte Stimme im Diskurs um den Zionismus.

## Leben
Taubs Großeltern mütterlicherseits kamen 1920 aus Polen ins britische Mandatsgebiet Palästina, um bei der Schaffung eines jüdischen Staates mitzuarbeiten. Sein Vater floh 1939 nach der deutschen Besetzung aus der Tschechoslowakei vor dem beginnenden Holocaust nach Palästina, wurde im israelischen Unabhängigkeitskrieg verletzt, studierte danach Wirtschaftswissenschaft und stieg bei der Bank of Israel zu leitender Position auf.
Gadi Taub wuchs in Jerusalem auf. Nach dem dreijährigen Militärdienst war er von 1986 bis 1998 als Autor und Moderator für das israelische Kinderfernsehen tätig. Nach dem geschichtswissenschaftlichen Studium an der Universität Tel Aviv war er 1998–2003 Fellow an der Rutgers University, New Jersey, wo er über Richard Rorty promovierte. Seit 2003 lehrt er als Lecturer, seit 2010 als Senior Lecturer an der Hebräischen Universität Jerusalem. Seit 1996 ist er regelmäßiger Kommentator im israelischen Rundfunk, seit 2003 Kolumnist für Maariw und Jedi’ot Acharonot.

## Positionen
Taub versteht sich als Zionist. Dabei unterscheidet er zwei Arten von Zionismus: den ursprünglichen, von Theodor Herzl und David Ben-Gurion inspirierten, der Freiheit und Selbstbestimmung der Völker auch für das jüdische Volk in einem jüdischen Nationalstaat verwirklichen wolle, dies aber eben darum auch den Palästinensern zugestehe, und den nach dem Sechstagekrieg aufgekommenen messianischen religiösen Zionismus einer Minderheit, der der jüdischen Wiederbesiedlung des biblischen Israel alle anderen Werte der jüdischen Tradition unterordne und dadurch faktisch einem Apartheidsregime in einem binationalen Palästina zuarbeite. Taub rechnet sich selbst dem ursprünglichen Zionismus zu – auch in Opposition zur post-zionistischen Linken, die den Nationbegriff tabuisiert habe – und beurteilt den anderen als moralisch unterminierend.
Taub sagte 2022 im Rahmen einer Veranstaltung von Jordan Peterson: »Jede NGO, die ›Menschenrechte‹ in ihrem Namen führt, ist auf irgendeine Weise antisemitisch.«

## Veröffentlichungen

### Politik und Sozialwissenschaft
- The Settlers and the Struggle over the Meaning of Zionism (2010, hebräisch, englisch)
- A Dispirited Rebellion: Essays on Contemporary Israeli Culture (1997, hebräisch)

### Belletristik
- Allenby Street (2009, Roman, hebräisch)
- What Might Have Happened Had We Forgotten Dov (1992, Kurzgeschichten, hebräisch)
- The Witch from 3 Melchett Street (2000, Roman für junge Erwachsene, hebräisch)
- The Giraffe Who Liked to Feel Sorry for Himself (Kinderbuch, 2003 hebräisch, 2006 englisch)
- The Deer Who Liked Everything Clean (2005, Kinderbuch, hebräisch)
- Things I Keep to Myself (1990, Kinderbuch, hebräisch)
- Things I Keep From Yael (1992, Kinderbuch, hebräisch)
- The Lion Who Thought He was a Coward (2007, Kinderbuch, hebräisch)
- Against Solitude: Impressions (2011, Essays, hebräisch)

### Beiträge
- Tel Aviv Noir: mit Etgar Keret, Lavie Tidhar, Deakla Keydar, Matan Hermoni, Julia Fermentto, Gon Ben Ari, Shimon Adaf, Alex Epstein, Antonio Ungar, Gai Ad, Assaf Gavron, Silje Bekeng, Yoav Katz, herausgegeben von Etgar Keret und Assaf Gavron, übersetzt von Yardenne Greenspan, Akashic Books, New York 2014, ISBN 978-1-61775-154-7. (Kurzgeschichten, englisch)